# Опыт (шхуна, 1843)
«Опыт» — парусная шхуна Каспийской флотилии Российской империи, построенная на верфи в Або по образцу балтиморских клиперов и использовавшаяся на Каспийском море. Шхуна находилась в составе флота с 1843 по 1858 год, совершала плавания в акватории Каспийского моря, использовалась в качестве крейсерского и брандвахтенного судна, а по окончании службы была переоборудована в блокшив. 

## Описание шхуны
Парусная двухмачтовая шхуна с деревянным корпусом водоизмещением около 75 тонн, построенная по образцу балтиморских клиперов. Длина шхуны между перпендикулярами по сведениям из различных источников составляла от 20,4 до 20,42 метра, ширина с обшивкой от 6,7 до 6,88 метра, а осадка — от 1,8 до 2,7 метра. Чугунный балласт весом 11,5 тонн находился в специальном балластном ящике, предохранявшим его от сдвигов к бортам при сильном волнении. При гладкой палубе в кормовой части шхуны имелся пониженный на 0,5 метра участок палубы от борта до борта, предназначавшийся для защиты экипажа от ветров и воды в ненастную погоду и от выстрелов во время боя. Окраска корпуса шхуны была белого цвета, палубы — серого цвета, иллюминаторы были бронзовые. На шхуне была оборудована каюта капитана, в которую можно было попасть с её кормовой части. Для экипажа было оборудовано помещение под палубой, в которое можно было попасть через люк перед грот-мачтой, при этом люк был оборудован складной рубкой.
Парусное вооружение шхуны состояло из фока, грота и кивера в качестве основного парусного вооружения, к которым в случае необходимости добавлялся рейковый топсель на грот-мачте. Деревянные мачты имели по 2 пары вант, грот-стеньга не имела стоячего такелажа. Выбленки на судне отсутствовали и вся работа с парусами велась с палубы. Вооружение судна состояло из одной 8-фунтовой пушки и трёх фальконетов. Экипаж шхуны состоял из 30 человек, это позволяло иметь запас воды на месяц и запас продовольствия на 2 месяца.
Одна из четырёх шхун и шести парусных и парусно-гребных судов Российского императорского флота, носивших это наименование. В составе Балтийского флота также несли службу одноимённые парусные шхуны 1819 и 1847 годов постройки и парусный катер 1806 года постройки, в составе Черноморского флота — одноимённый транспорт, а затем бомбардирский корабль 1825 года постройки и парусная шхуна 1852 года постройки.

## История службы
Парусная шхуна «Опыт» была заложена на стапеле Абовской верфи в июне 1843 года, строительство судна велось по чертежам И. И. Шанца. 7 (19) октября 1843 года судно было спущено на воду и в том же месяце перешло в Кронштадт. В следующем 1844 году в составе отряда из 12 судов под командованием лейтенанта Н. А. Аркаса по внутренним водным путям совершила переход из Кронштадта в Астрахань, по маршруту Санкт-Петербург — Нева — Ладожское озеро — Вытегра — Мариинский канал — Ковжа — Белое озеро — Шексна — Волга. По прибытии в Астрахань шхуна вошла в состав Каспийской флотилии России.
С 1846 по 1851 год ежегодно выходила в плавания в Каспийское море, в том числе к берегам Персии и в Астрабадский залив. В кампанию 1850 года также занимала брандвахтенный пост на бакинском рейде. В кампанию 1852 года крейсировала в районе Астрабадской станции и находилась при этой станции, с 1853 по 1854 год также относилась к ней. В кампанию 1855 года занимала брандвахтенный пост при Астрабадской станции, а с 1856 по 1858 год — брандвахтенный пост на бакинском рейде. При этом в 1857 году командир шхуны капитан-лейтенант Е. М. Рыдалев был награждён персидским орденом Льва и Солнца II степени.
По окончании службы в конце 1858 года шхуна «Опыт» была переоборудована в блокшив.

## Командиры шхуны
Командирами парусной шхуны «Опыт» в составе Российского императорского флота в разное время служили:
- лейтенант Л. А. Вендрих (1847—1848 год)[14][15];
- лейтенант А. Я. Шигорин (1848—1849 годы)[16];
- лейтенант Ф. Ф. фон Флотов (1850 год)[11];
- лейтенант Е. М. Рыдалев (1852 год)[12];
- капитан-лейтенант Н. А. Шульгин (1853 год)[17];
- лейтенант П. И. Ристори (1854 год)[18];
- капитан-лейтенант Е. М. Рыдалев (1855—1858 годы)[12].